# New Bewick
New Bewick är en ort i civil parish Bewick, i grevskapet Northumberland i England. Orten är belägen 14 km från Alnwick. New Bewick var en civil parish 1866–1955 när det uppgick i Bewick. Civil parish hade 55 invånare år 1951.